# TVP ABC
TVP ABC è una rete televisiva generalista polacca gestita e di proprietà di Telewizja Polska che trasmette in lingua polacca. Si rivolge ad un pubblico tra i 4 ed i 12 anni di età.